# Szczęsny Koziebrodzki
Szczęsny (Feliks) Emeryk Koziebrodzki herbu Jastrzębiec (ur. 5 listopada 1826 w Zaszkowicach, zm. 3 maja 1900 w Chlebowie) – powstaniec styczniowy, działacz polityczny, ziemianin, archeolog amator.

## Życiorys
Urodził się 5 listopada 1826. Był synem Leopolda i Karoliny Siedliskiej. W 1863 w czasie powstania styczniowego z ramienia komitetu wschodnio-galicyjskiego był powstańczym naczelnikiem powiatu kołomyjskiego; przeciwdziałał jednak wysyłaniu oddziałów powstańczych na Podole i Wołyń. Od 1870 był posłem Sejmu Krajowego Galicji wybrany z okręgu wielkiej własności obwodu tarnopolskiego. Zasiadał w sejmie podczas III, IV, V, VI i VII kadencji (1870–1900), hrabia, właściciel dóbr Chlebów, posiadał tytuł tajnego radcy. W 1881 był przewodniczącym komisji bankowej, która miała przygotować projekt organizacji banku krajowego w Galicji. Od 1878 członek Komisji Archeologicznej i Antropologicznej Akademii Umiejętności w Krakowie. Szczęsny Koziebrodzki i Adam Honory Kirkor byli pierwszymi archeologami, który z polecenia Komisji Archeologicznej Akademii Umiejętności przeprowadzili w r. 1876 badania w Jaskini Werteba. 
Był członkiem Galicyjskiego Towarzystwa Gospodarskiego, prezesem Wydziału Okręgowego Towarzystwa Kredytowego Ziemskiego, prezesem rady nadzorczej kolei lokalnej Borki Wielkie - Grzymałów. Sprawował stanowisko prezesa Rady Powiatowej Skałackiej od 1884 do 1896.
Był właścicielem Poznanki Hetmańskiej. Otrzymał tytuł tajnego radcy, tytuł honorowego obywatela Skałatu i Grzymałowa oraz został odznaczony papieskim Krzyżem Komandorskim Orderu Świętego Grzegorza Wielkiego. 

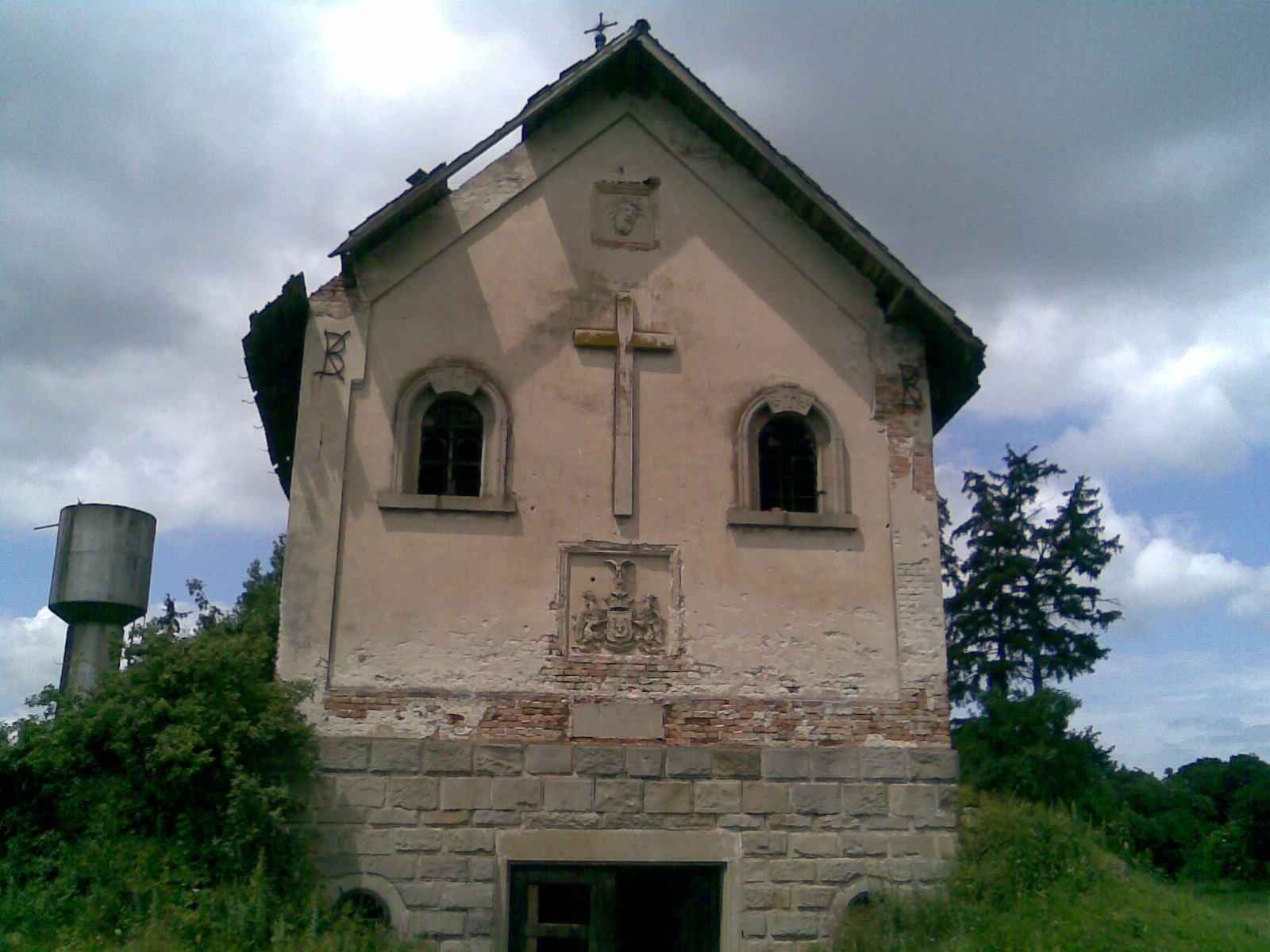
Kaplica rodzinna Koziebrodzkich w Chlebowie

14 lipca 1855 ożenił się z Olgą hr. Golejewską (córka Jana). Miał nią pięcioro dzieci: Tadeusza, Marię Różę, Jana, Antoniego i Ludwika. Zmarł na zapalenie płuc.
W lipcu 1938 w Chlebowie poświęcono Dom Ludowy TSL im. Szczęsnego Koziebrodzkiego.